# Olympische Sommerspiele 2020/Rudern – Vierer ohne Steuerfrau
Zum zweiten Mal wurde nach 1992 bei den Olympischen Spielen 2020 in Tokio ein Ruderwettbewerb im Vierer ohne Steuerfrau ausgetragen. Der Wettbewerb fand vom 24. bis 28. Juli 2021 auf dem Sea Forest Waterway statt.

## Titelträger
| Olympiasiegerinnen | Kirsten Barnes, Brenda Taylor, Jessica Monroe, Kay Worthington | Barcelona 1992  |
| Weltmeisterinnen   | Olympia Aldersey, Katrina Werry, Sarah Hawe, Lucy Stephan      | Ottensheim 2019 |

## Vorläufe
Samstag, 24. Juli 2021

### Vorlauf 1
| Platz | Bahn | Nation         | Athletinnen                                  | Zeit (min) | Qualifikation |
| ----- | ---- | -------------- | -------------------------------------------- | ---------- | ------------- |
| 1     | 4    | Niederlande    | Hogerwerf, Florijn, Clevering, Meester       | 6:33,47    | Finale A      |
| 2     | 3    | China          | Lin, Wang, Qin, Lu                           | 6:38,54    | Finale A      |
| 3     | 1    | Kanada         | Martins, Walker, Grauer, Hare                | 6:40,07    | Hoffnungslauf |
| 4     | 2    | Großbritannien | McKellar, Taylor, Bennett, Shorten           | 6:41,02    | Hoffnungslauf |
| 5     | 5    | Polen          | Wierzbowska, Michałkiewicz, Chabel, Dittmann | 6:48,33    | Hoffnungslauf |

### Vorlauf 2
| Platz | Bahn | Nation             | Athletinnen                           | Zeit (min) | Qualifikation |
| ----- | ---- | ------------------ | ------------------------------------- | ---------- | ------------- |
| 1     | 1    | Australien         | Stephan, Popa, Morrison, McIntyre     | 6:28,76    | Finale A      |
| 2     | 2    | Irland             | Keogh, Lambe, Murtagh, Hegarty        | 6:28,99    | Finale A      |
| 3     | 3    | Rumänien           | Hegheş, Logofătu, Popescu, Anghel     | 6:40,02    | Hoffnungslauf |
| 4     | 5    | Vereinigte Staaten | Wanamaker, Collins, Chase, Luczak     | 6:43,80    | Hoffnungslauf |
| 5     | 4    | Dänemark           | Pedersen, Johansen, Nielsen, Jacobsen | 6:50,15    | Hoffnungslauf |

## Hoffnungslauf
Sonntag, 25. Juli 2021
| Platz | Bahn | Nation             | Athletinnen                                  | Zeit (min) | Qualifikation |
| ----- | ---- | ------------------ | -------------------------------------------- | ---------- | ------------- |
| 1     | 2    | Großbritannien     | McKellar, Taylor, Bennett, Shorten           | 6:46,20    | Finale A      |
| 2     | 3    | Polen              | Wierzbowska, Michałkiewicz, Chabel, Dittmann | 6:46,57    | Finale A      |
| 3     | 4    | Rumänien           | Hegheş, Logofătu, Popescu, Anghel            | 6:47,38    | Finale B      |
| 4     | 3    | Kanada             | Martins, Walker, Grauer, Hare                | 6:51,71    | Finale B      |
| 5     | 5    | Vereinigte Staaten | Wanamaker, Collins, Chase, Luczak            | 6:53,26    | Finale B      |
| 6     | 6    | Dänemark           | Pedersen, Johansen, Nielsen, Jacobsen        | 7:01,17    | Finale B      |

## Finale

### A-Finale
Mittwoch, 28. Juli 2021, 2:50 Uhr MESZ

Anmerkung: zur Ermittlung der Plätze 1 bis 6
| Platz | Bahn | Nation         | Athletinnen                                  | Zeit (min) |
| ----- | ---- | -------------- | -------------------------------------------- | ---------- |
| 1     | 3    | Australien     | Stephan, Popa, Morrison, McIntyre            | 6:15,37 OR |
| 2     | 4    | Niederlande    | Hogerwerf, Florijn, Clevering, Meester       | 6:15,71    |
| 3     | 2    | Irland         | Keogh, Lambe, Murtagh, Hegarty               | 6:20,46    |
| 4     | 1    | Großbritannien | McKellar, Taylor, Bennett, Shorten           | 6:21,52    |
| 5     | 5    | China          | Lin, Wang, Qin, Lu                           | 6:25,13    |
| 6     | 6    | Polen          | Wierzbowska, Michałkiewicz, Chabel, Dittmann | 6:29,95    |

### B-Finale
Mittwoch, 28. Juli 2021, 1:30 Uhr MESZ

Anmerkung: zur Ermittlung der Plätze 7 bis 10
| Platz | Bahn | Nation             | Athletinnen                           | Zeit (min) |
| ----- | ---- | ------------------ | ------------------------------------- | ---------- |
| 7     | 1    | Vereinigte Staaten | Wanamaker, Collins, Chase, Luczak     | 6:33,65    |
| 8     | 4    | Dänemark           | Pedersen, Johansen, Nielsen, Jacobsen | 6:34,72    |
| 9     | 2    | Rumänien           | Hegheş, Logofătu, Popescu, Anghel     | 6:35,12    |
| 10    | 3    | Kanada             | Martins, Walker, Grauer, Hare         | 6:35,13    |